# Amortissement (architecture)
Pour les articles homonymes, voir Amortissement.
En architecture, un amortissement est un élément décoratif placé au sommet d'une élévation (pinacle, gable, lanternon, pyramidon, épi de faîtage de toit) pour marquer l'achèvement de l'axe vertical de la composition architecturale.
Par extension, un amortissement peut désigner une petite décoration à l'extrémité de certains types de mobilier (tringle à rideaux, fauteuil, lit, queue de cuillère souvenir, hampe de drapeau, etc.).
L'amortissement est à distinguer du couronnement ; deux catégories qui ne sont toutefois pas mutuellement exclusives, notamment pour des considérations de calcul de structure statique. Le premier est un ornement ou ouvrage de sculpture de pure décoration qui, s'élevant et diminuant depuis sa base, s'amortit au sommet du corps qu'il termine. Le second est un membre ou corps d'ouvrage qui n'est pas nécessairement placé à la cime de l'édifice et qui s'applique à des parties essentielles et structurantes de cet édifice.

## Fonction
La fonction essentielle de l’amortissement est d’ordre esthétique, afin de marquer visuellement la terminaison d’un élément vertical. Il est cependant très probable que l’amortissement sur des toitures résulte d’un signal propitiatoire, destiné à éloigner mauvais esprits, diables et sorcières de la maison, comme cela se retrouve dans la plupart des architectures traditionnelles sous différentes formes : morceau de tuile, pierre pointue, etc. En Espagne, ces pierres, souvent placées au-dessus des cheminées, s’appellent espantabrujas (« épouvantail à sorcières »).

## Galerie de photographies

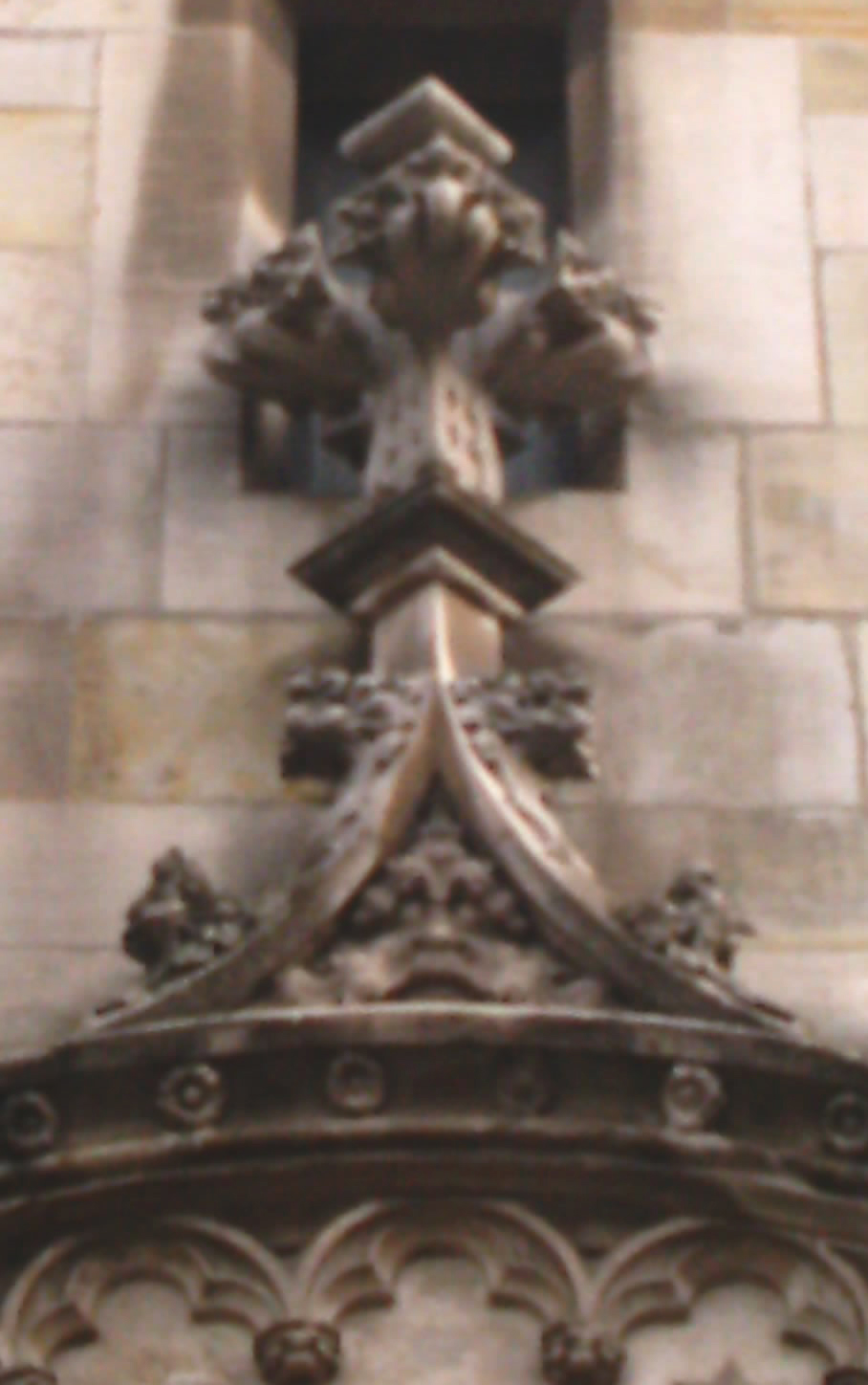
Fleuron sur l'hôtel de ville d'Aix-la-Chapelle.
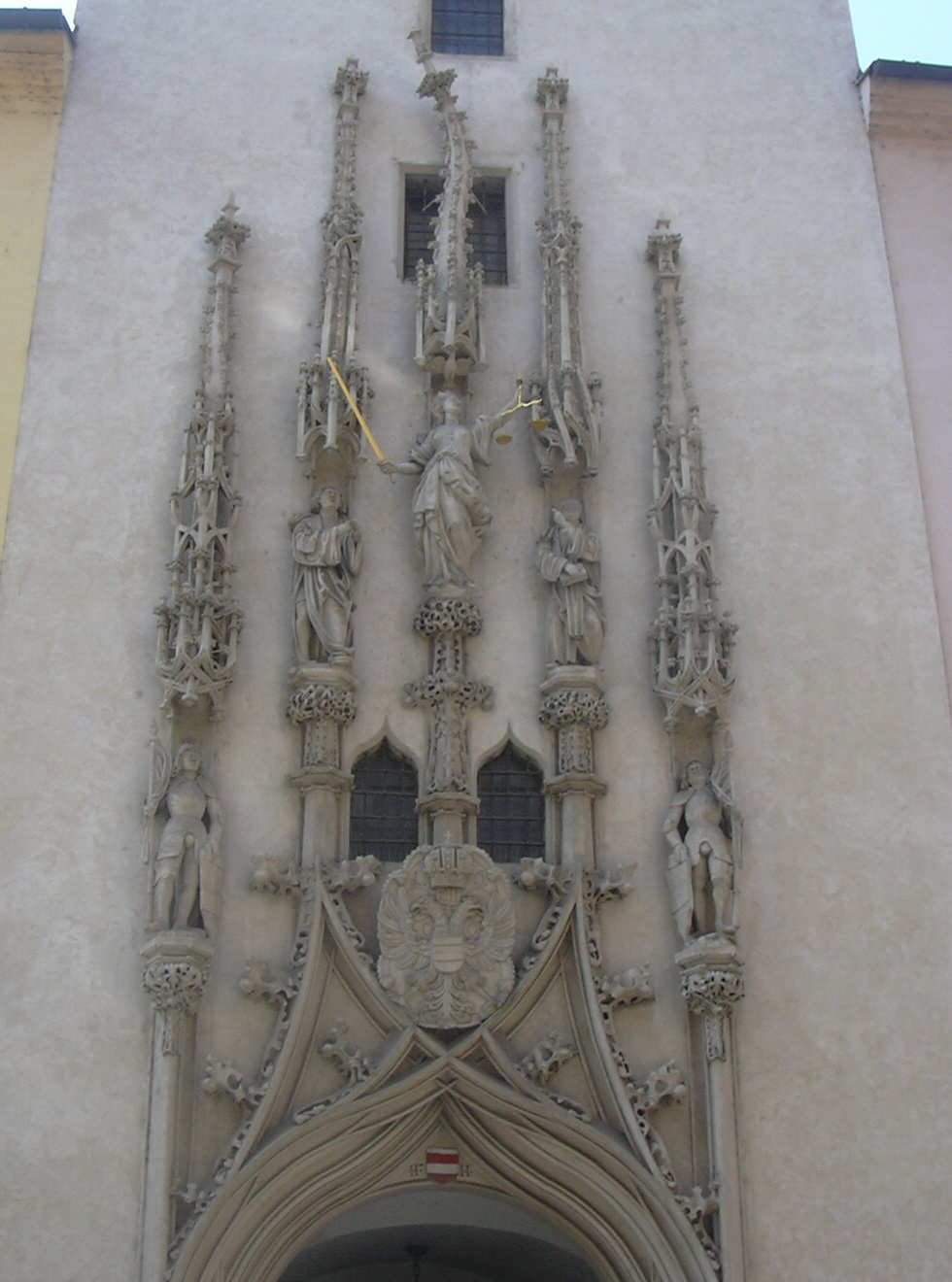
Pinacles de l'hôtel de ville de Brno.
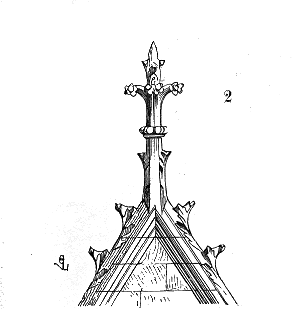
Illustration d'un amortissement par Viollet-le-Duc (1856).
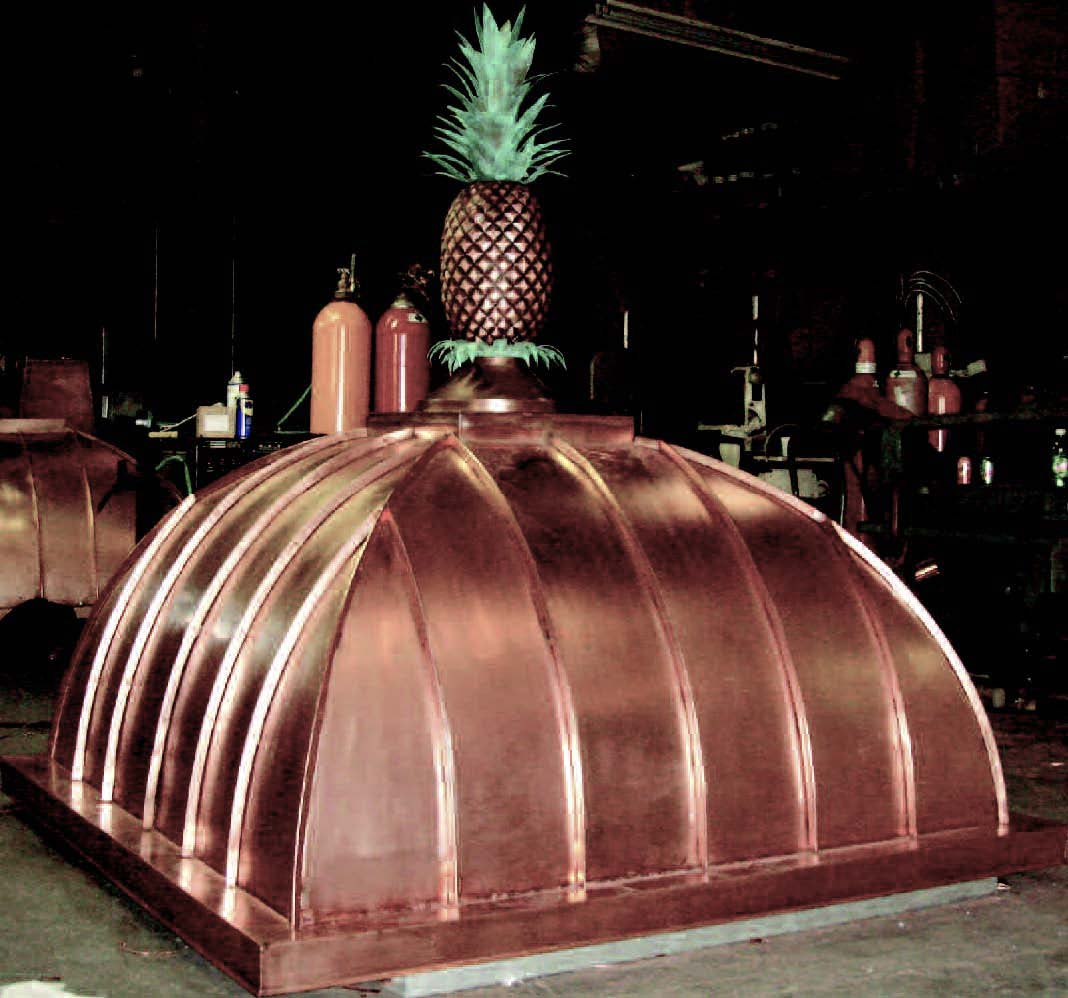
Amortissement d'un dôme en forme d'ananas.
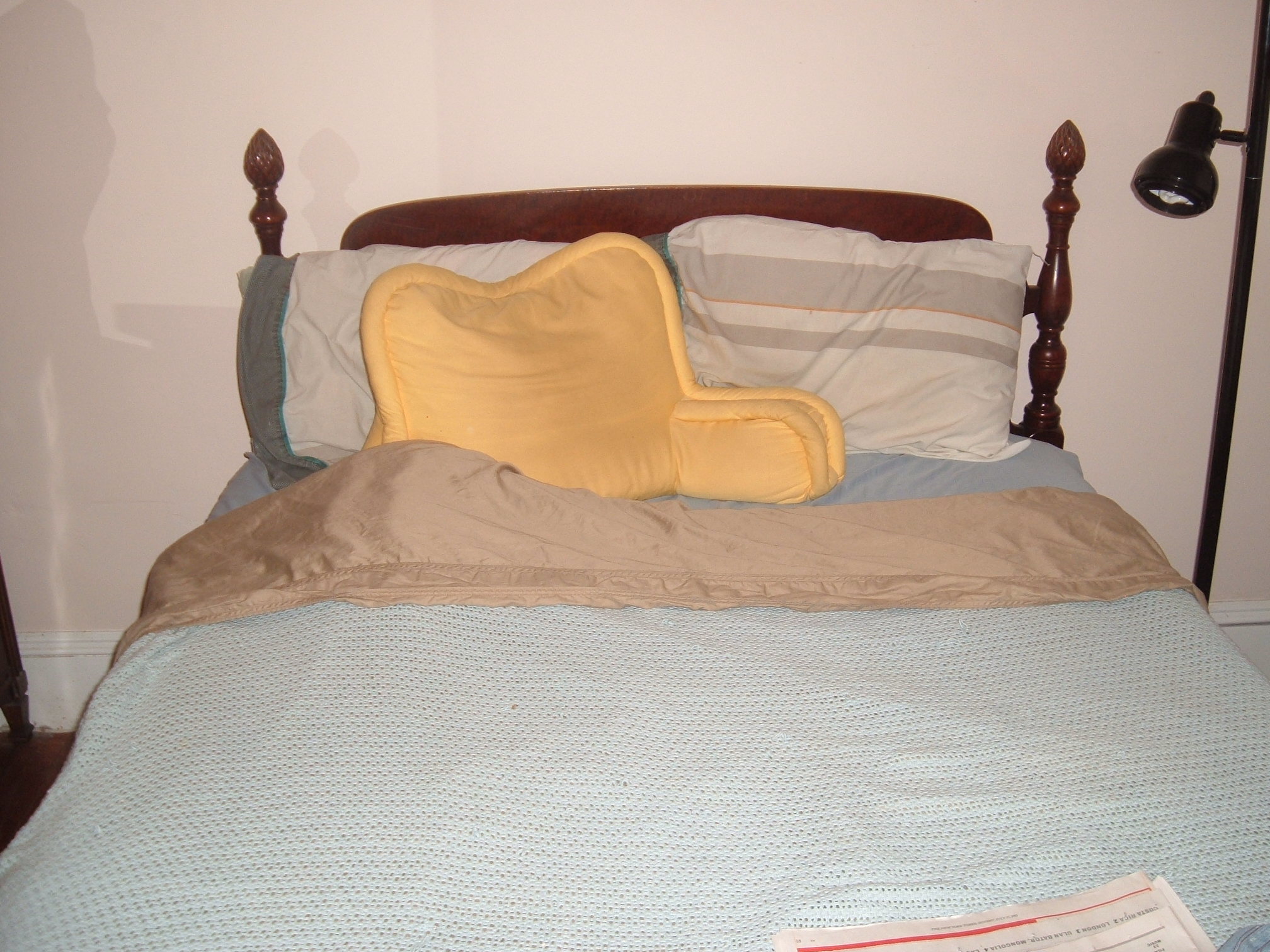
Amortissement des montants de lit.
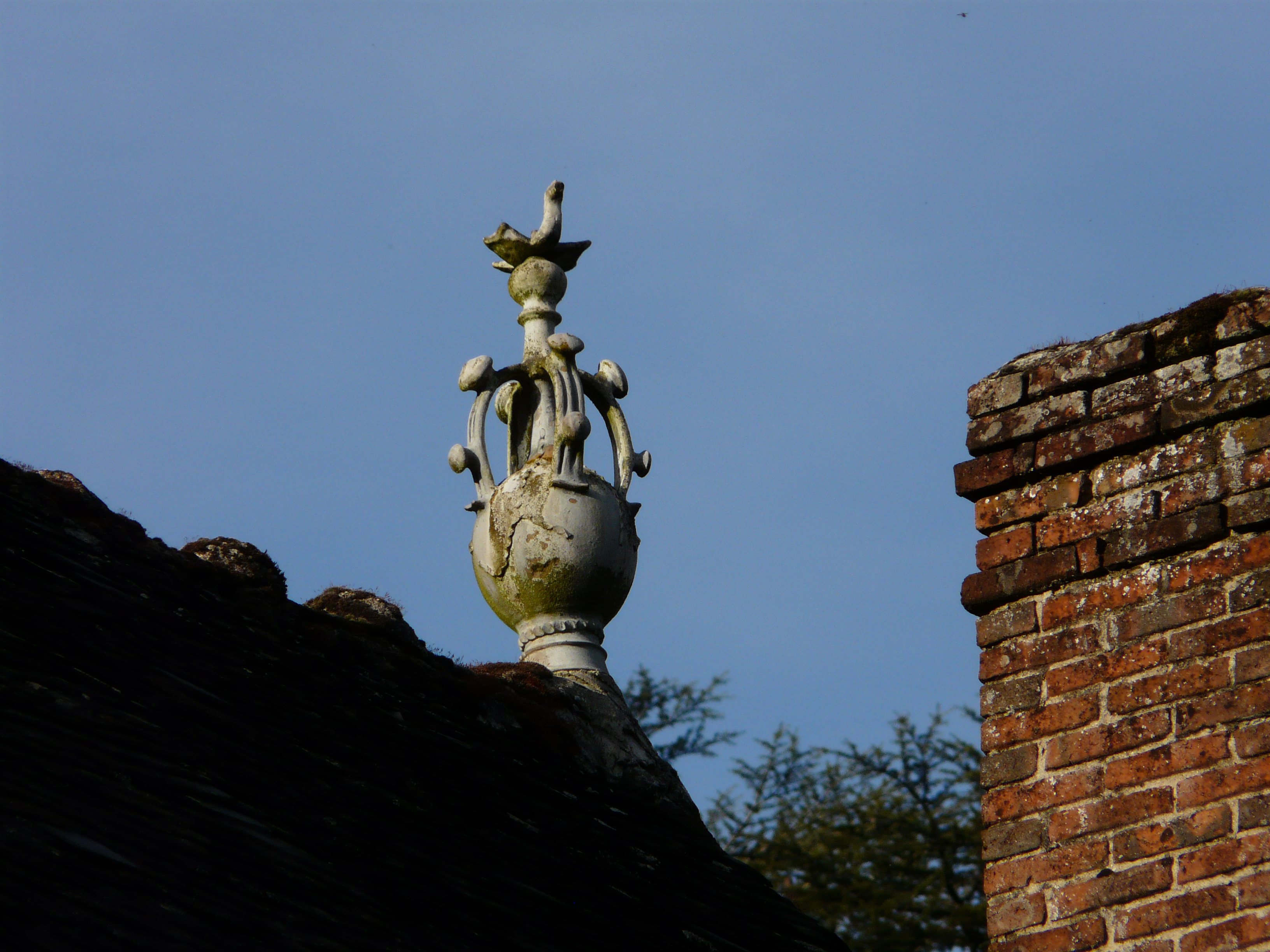
Épi de faîtage amortissant un toit à Ségur-le-Château.